# Ракутино
Ракутино (бел. Ракуціна) — деревня в Довском сельсовете Рогачёвского района Гомельской области Беларуси.
На юге и востоке граничит с лесом.

## География

### Расположение
В 19 км на северо-восток от районного центра и железнодорожной станции Рогачёв (на линии Могилёв — Жлобин), 97 км от Гомеля.

### Гидрография
На реке Рекотун (приток реки Днепр).

## Транспортная сеть
Рядом автодорога Рогачёв — Довск. Планировка состоит из короткой прямолинейной улицы, ориентированной с юго-востока на северо-запад и застроенной двусторонне, деревянными домами усадебного типа.

## История
По письменным источникам известна с XIX века как селение в Довской волости Рогачёвского уезда Могилёвской губернии. В 1909 году 309 десятин земли. В 1931 году организован колхоз. Во время Великой Отечественной войны 7 жителей погибли на фронте. Согласно переписи 1959 года в составе колхоза «Заря» (центр — деревня Серебрянка). в 1 км на юг расположено Сверженское лесничество.

## Население

### Численность
- 2004 год — 7 хозяйств, 12 жителей.

### Динамика
- 1897 год — 11 дворов, 52 жителя (согласно переписи).
- 1909 год — 99 жителей.
- 1925 год — 15 дворов.
- 1959 год — 86 жителей (согласно переписи).
- 2004 год — 7 хозяйств, 12 жителей.